# Sylvisorex oriundus
Sylvisorex oriundus es una especie de musaraña de la familia Soricidae.

## Distribución geográfica
Es endémica del noreste de la República Democrática del Congo.

## Hábitat
Su hábitat natural son: bosques húmedos de baja altitud. 